# Палестинско право на повратак
Палестинско право на повратак је политички став или принцип према којем палестинске избеглице, избеглице прве генерације (око 30.000 до 50.000 људи још увек живих,  ажурирано: 2012.), као и њихови потомци (око 5 милиона људи ажурирано: 2012.), имају право на повратак и право на имовину коју су они сами или њихови преци оставили или били приморани да напусте на подручју данашњег Израела и палестинских територија (обе раније део британског мандата Палестине), као део палестинског протеривања и одласка 1948, као резултат палестинског рата 1948, и због Шестодневног рата 1967.
Термин је формулисан по први пут 27. јуна 1948. од стране посредника Уједињених нација Фолкеа Бернадота, заговорници права на повратак сматрају да је то људско право, чија је примењивост и генерално и посебно на Палестинце заштићена међународним правом. Ово гледиште сматра да они који одлуче да се не врате, или за које повратак није изводљив, треба да добију компензацију уместо тога. Заговорници тврде да је опозиција Израела у супротности са његовим Законом о повратку који свим Јеврејима даје право да се трајно населе, док Палестинцима ускраћује било какво упоредиво право.
Противници права на повратак сматрају да је то нереалан захтев без основа за тражено у међународном праву и да би ситуација у којој Израел апсорбује око пет милиона Палестинаца, са већ постојећом великом арапском популацијом у земљи, довела до пропасти „јеврејске државе“. Влада Израела не гледа на пријем палестинских избеглица у њихове бивше домове у Израелу као на право, већ као на политичко питање које треба решити као део коначног мировног решења.